# Hvitstein stadion
Het Hvitstein stadion  is een ijsbaan in Holmestrand in de provincie Vestfold in het zuiden van Noorwegen. De openlucht-natuurijsbaan is geopend in 1963 en ligt op 123 meter boven zeeniveau. De belangrijkste wedstrijd die op deze ijsbaan is gehouden is het Noors kampioenschap allround voor vrouwen in 1971.

## Nationale kampioenschappen
- 1971 - NK allround vrouwen